# Дюмулин, Брайан
Брайан Дюмулин (англ. Brian Dumoulin; род. 6 сентября 1991, Биддефорд) — американский хоккеист, защитник клуба «Лос-Анджелес Кингз». Двухкратный обладатель Кубка Стэнли (2016, 2017).

## Карьера

### Клубная
На юношеском уровне играл за команду «Биддефорд Хай Скул» (BHS) «Тайгерс»; в течение двух сезонов он заработал 107 очков (26+81). По итогам сезона 2008/09 он был назван лучшим игроком обороны года по версии EHJL.
На драфте НХЛ 2009 года был выбран во 2-м раунде под общим 51-м номером клубом «Каролина Харрикейнз». Он продолжил свою карьеру, играя за студенческую команду Бостонского колледжа. По итогам первого сезона он был включён в сборную новичков хоккейного Востока.
По итогам сезона 2011/12 он собрал ряд индивидуальных наград, среди которых были «Лучший хоккейный защитник Востока» и «премию Боба Монахана как лучшему защитнику Новой Англии».
10 апреля 2012 года подписал с «Каролиной» трёхлетний контракт новичка, но 22 июня того же года он вошёл в сделку по обмену в «Питтсбург Пингвинз». После перехода в «Питтсбург» он был переведён в фарм-клуб команды «Уилкс-Барре/Скрантон Пингвинз», за который отыграл три сезона, но при этом его вызывали в состав «Питтсбурга», за который он сыграл 14 матчей и заработал 2 очка.
9 июля 2015 года продлил с «пингвинами» контракт на два года. За эти два сезона в составе «Питтсбурга» два года подряд он был обладателем Кубка Стэнли, выиграв Кубок в 2016 и 2017 годах.
24 июля 2017 года продлил контракт с клубом на шесть лет. В сезоне 2017/18 он стал одним их результативных защитников команды, забросив 5 шайб и заработав 18 очков, что стало для него тогда личным рекордом. В сезоне 2018/19 Дюмулин заработал 23 очка, заработав 20 из них за голевые передачи. В следующих двух сезонах он играл меньше, пропустив большую часть игр из-за различных травм и дальнейшего восстановления. В сезоне 2022/23 он установил личный рекорд с 25 заработанными очками, но впервые за девять сезонов, в которых Дюмулин играл в «Пингвинз», его команда не попала в плей-офф.
По окончании сезона, 1 июля 2023 года стал свободным агентом и перешёл в «Сиэтл Кракен», с которым подписал двухлетний контракт.
2 июля 2024 года был обменян в «Анахайм Дакс» на право выбора в четвёртом раунде драфта 2026 года.

### Международная
В составе молодёжной сборной играл на домашнем МЧМ-2011, на котором американцы завоевали бронзовые медали.